# Montagne Caribou
Ne doit pas être confondu avec Montagne du Caribou.
La montagne Caribou (anglais : Caribou Mountain) est une montagne située près de la frontière canado-américaine, dont le sommet atteint 1 110 mètres d'altitude. Elle est traversée par la ligne de partage des eaux du bassin hydrographique du fleuve Saint-Laurent. Le point culminant de la montagne se trouve environ 700 mètres à l'intérieur du comté de Franklin dans le Maine. L'extrémité sud-ouest de la ligne de sommets du mont Caribou se situe dans la municipalité régionale de comté (MRC) Le Granit au Québec.

## Toponymie
Au milieu du XIXe siècle, l'aire du caribou des bois couvrait tout le Québec, les provinces de l'Atlantique, l'État du Maine, le New Hampshire, jusqu'au sud du Vermont. Le mot Caribou est donc utilisé très souvent pour désigner les montagnes, lacs, rivières et autres, sur une très vaste région.

## Géographie
Le flanc nord-est de la montagne donne sa source à la branche ouest de la rivière Moose, qui se déverse dans la branche sud, puis alimente le lac de Moosehead, source de la rivière Kennebec, avant de rejoindre le golfe du Maine. Le versant sud-ouest (Québec) se déverse dans la rivière aux Araignées près de Saint-Augustin-de-Woburn (Québec), puis dans le lac aux Araignées, le lac Mégantic, la rivière Chaudière, pour finir dans le fleuve Saint-Laurent.